# Menodora spinescens
Menodora spinescens är en syrenväxtart som beskrevs av Asa Gray. Menodora spinescens ingår i släktet Menodora och familjen syrenväxter. Inga underarter finns listade i Catalogue of Life.

## Bildgalleri

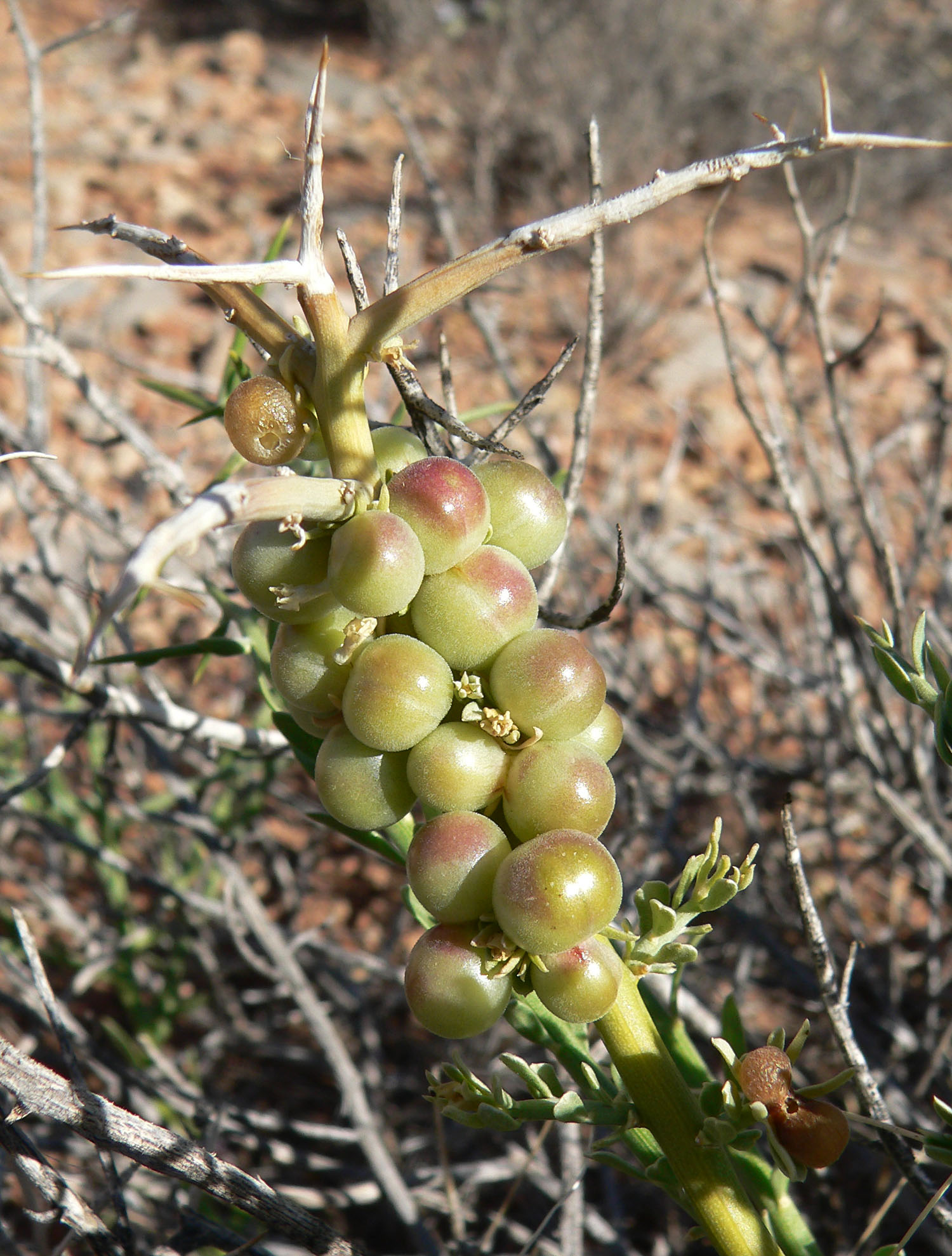
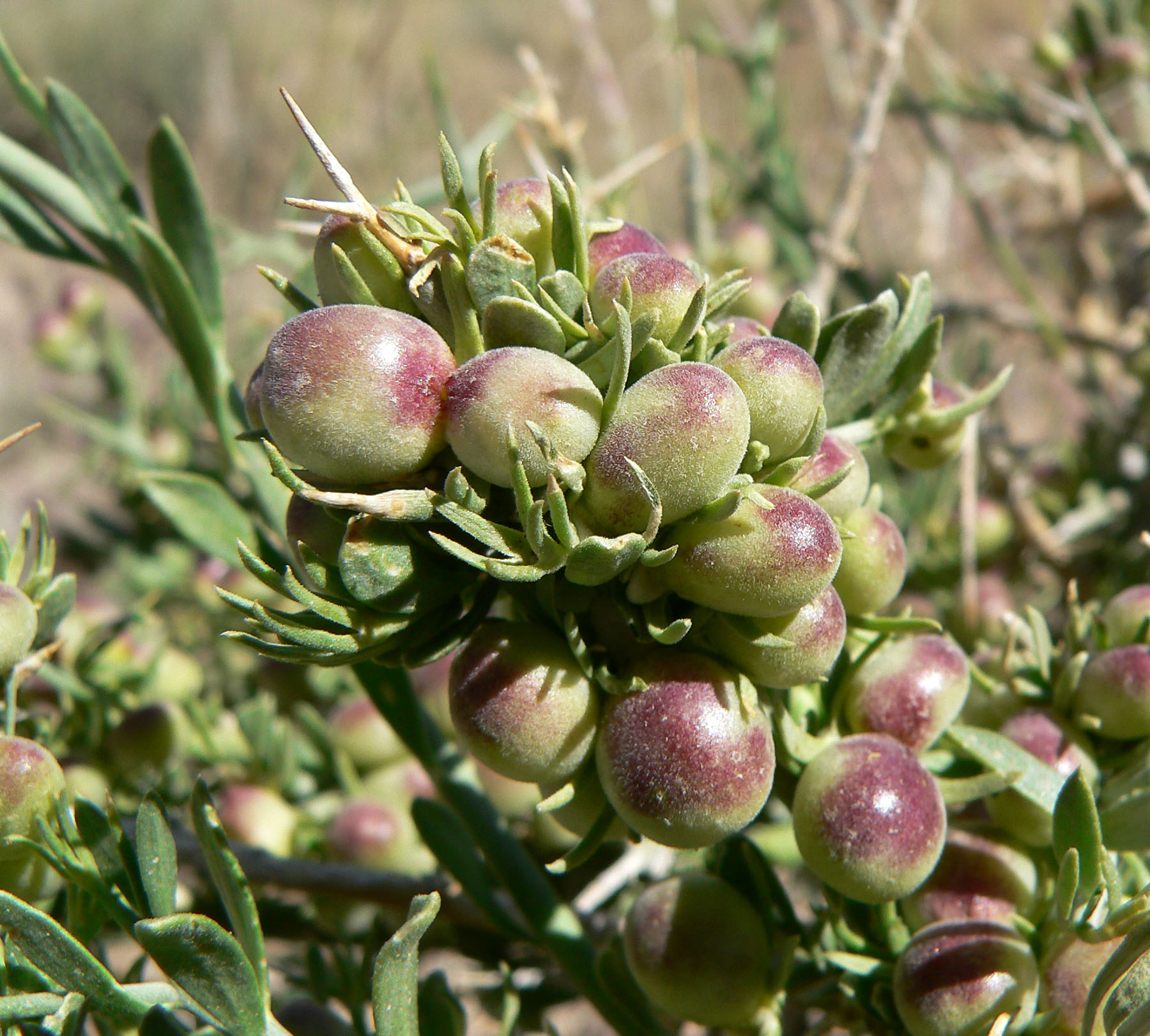
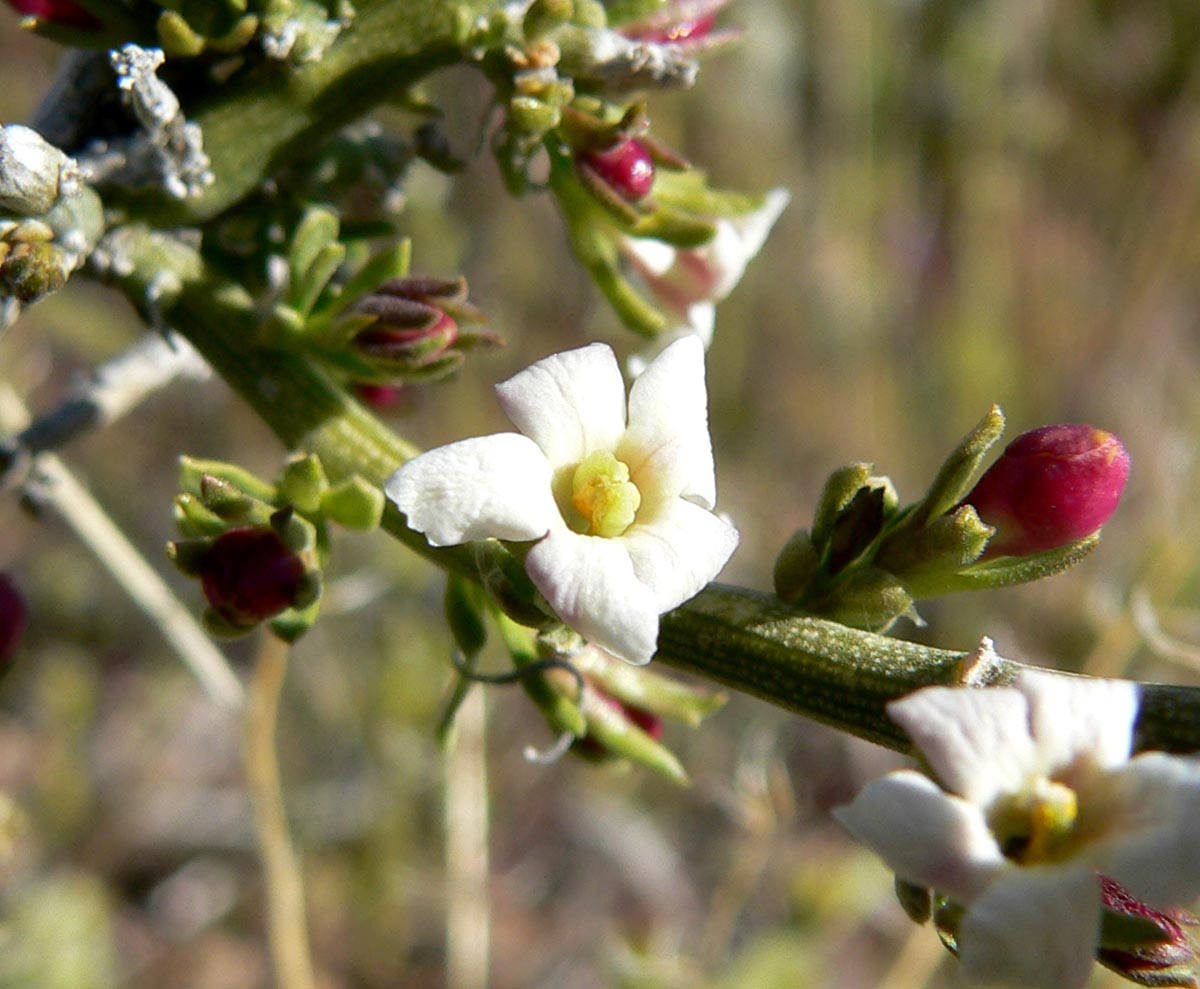
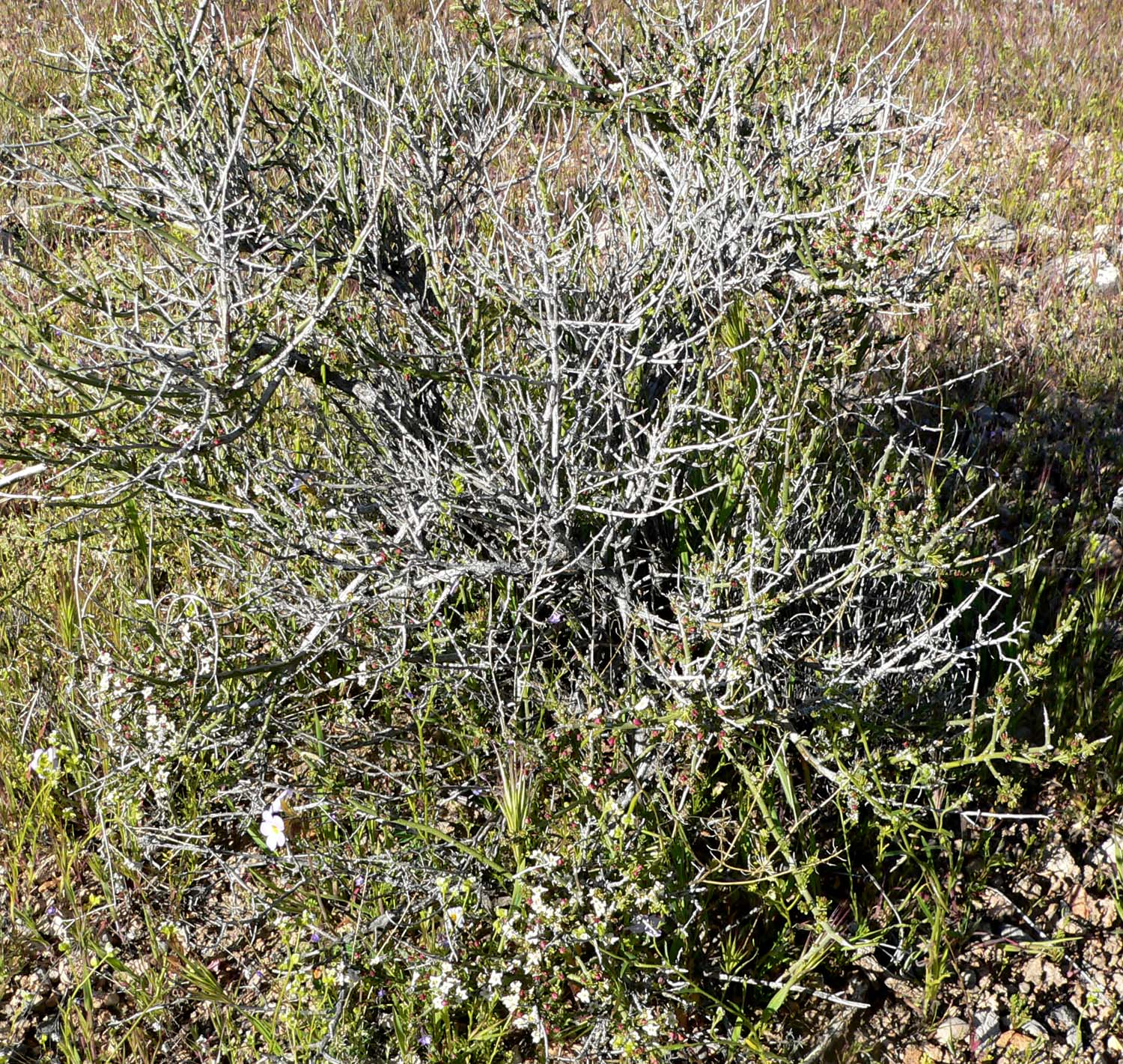